# Lodore
Lodore, também publicado sob o título The Beautiful Widow, é o penúltimo romance da romancista romântica Mary Shelley, concluído em 1833 e publicado em 1835.

## Enredo e temas
Em Lodore, Shelley concentrou seu tema de poder e responsabilidade no microcosmo da família. A história central segue a sorte da esposa e da filha do personagem-título, Lord Lodore, que é morto em um duelo no final do primeiro volume, deixando um rastro de obstáculos legais, financeiros e familiares para as duas "heroínas" negociarem. Mary Shelley coloca personagens femininas no centro das narrativas subsequentes: a filha de Lodore, Ethel, criada para ser excessivamente dependente do controle paterno; sua ex-esposa, Cornelia, preocupada com as normas e aparências da sociedade aristocrática; e a intelectual e independente Fanny Derham, com quem ambas são contrastadas.
A editora moderna do romance, Lisa Vargo, observou o envolvimento do texto com questões políticas e ideológicas, particularmente a educação e o papel social das mulheres. Ela sugere que Lodore disseca uma cultura patriarcal que separava os sexos e pressionava as mulheres à dependência dos homens. Na visão da crítica Betty T. Bennett, "o romance propõe paradigmas educacionais igualitários para mulheres e homens, que trariam justiça social, bem como meios espirituais e intelectuais para enfrentar os desafios que a vida invariavelmente traz".

## Recepção
Lodore foi um sucesso com os críticos: a Fraser's Magazine elogiou sua "profundidade e alcance de pensamento", por exemplo; e levou o The Literary Gazette a chamar Mary Shelley de "uma das nossas escritoras modernas mais originais". Críticos posteriores do século XIX eram mais duvidosos: em 1886, Edward Dowden chamou Lodore de "biografia transmutada para fins de ficção"; em 1889, Florence Marshall comentou que Lodore foi "escrito em um estilo que hoje está desatualizado". Acreditava-se, por exemplo, que o encontro de Ethel com Clorinda Saville foi baseado em Emilia Viviani.